# Tamaño mediano (automóvil)

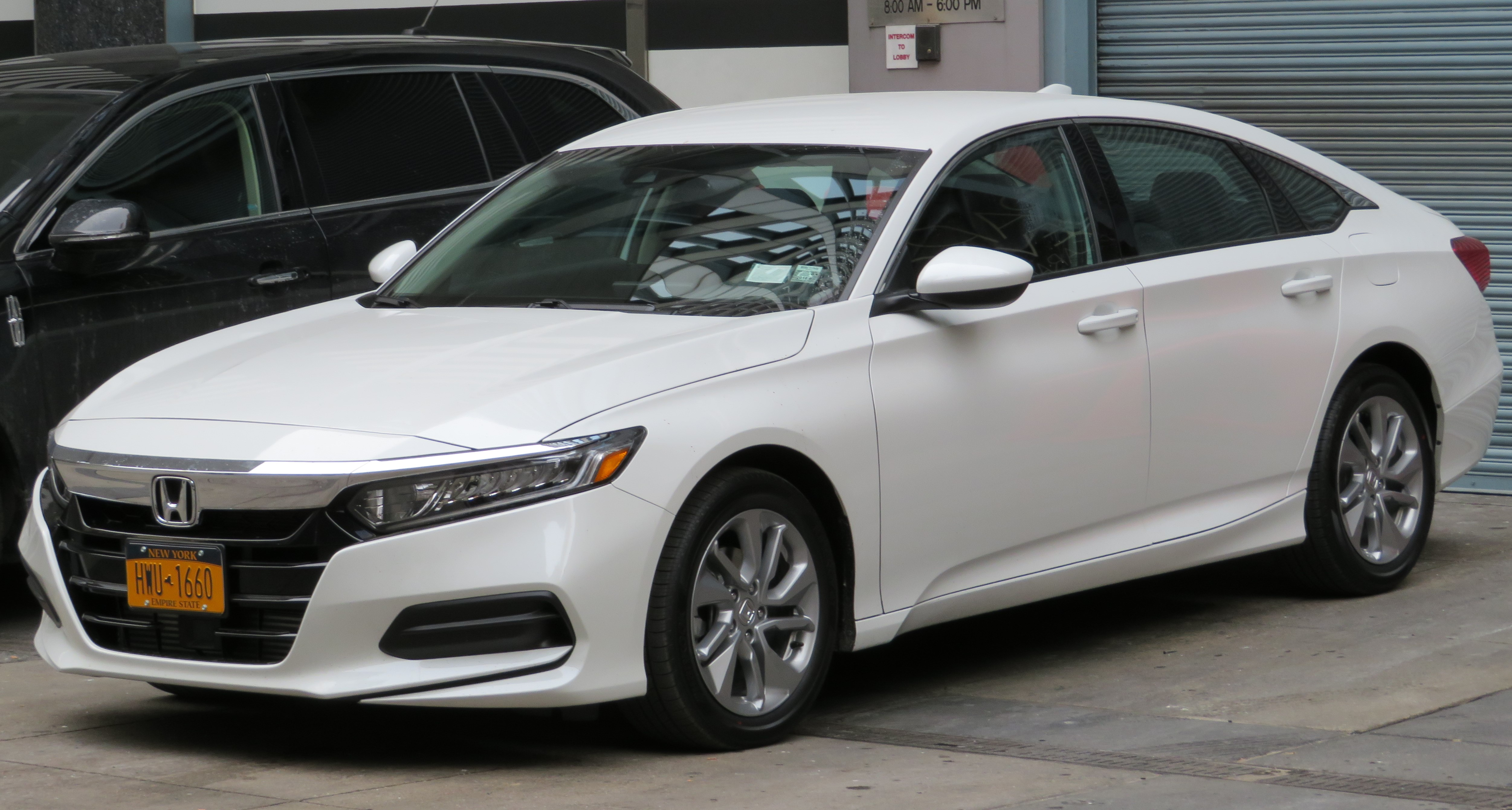
Honda Accord, un automóvil de tamaño mediano

En automoción, el término tamaño mediano (o intermedio; en inglés: mid-size car), es una denominación originaria de los Estados Unidos de un tamaño de automóvil que se utiliza para aquellos coches que son más grandes que los compactos pero más pequeños que los de tamaño completo. La categoría europea equivalente es el Segmento D, que también se denomina "coche familiar grande". Los automóviles medianos se fabrican en una gran variedad de estilos de carrocería, incluidos los sedanes, cupés, familiares, hatchback y descapotables. Los ejecutivos compactos también pueden incluirse en la categoría de tamaño mediano.

## Historia

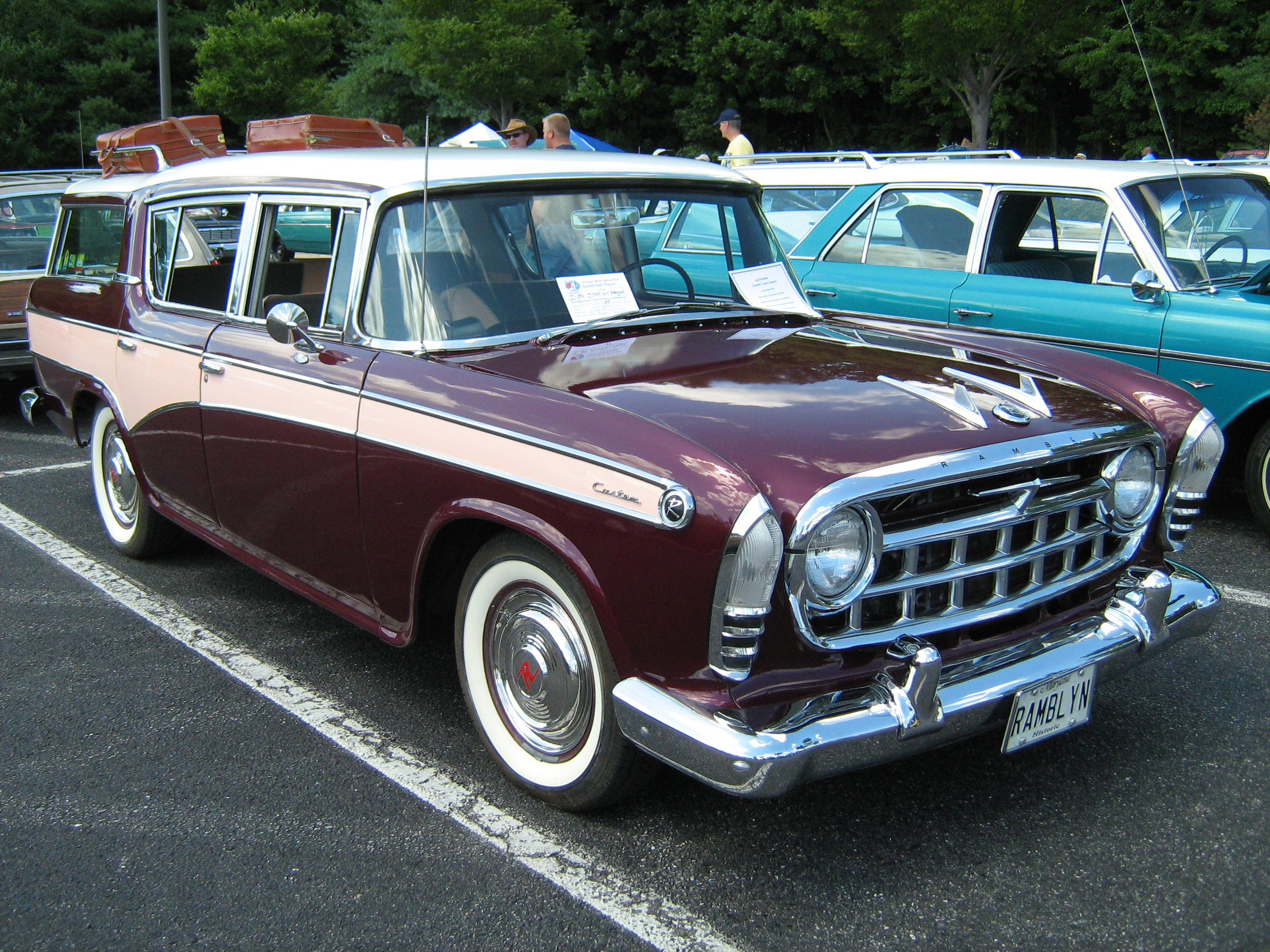
Rambler Six, automóvil "compacto" después calificado como"intermedio"

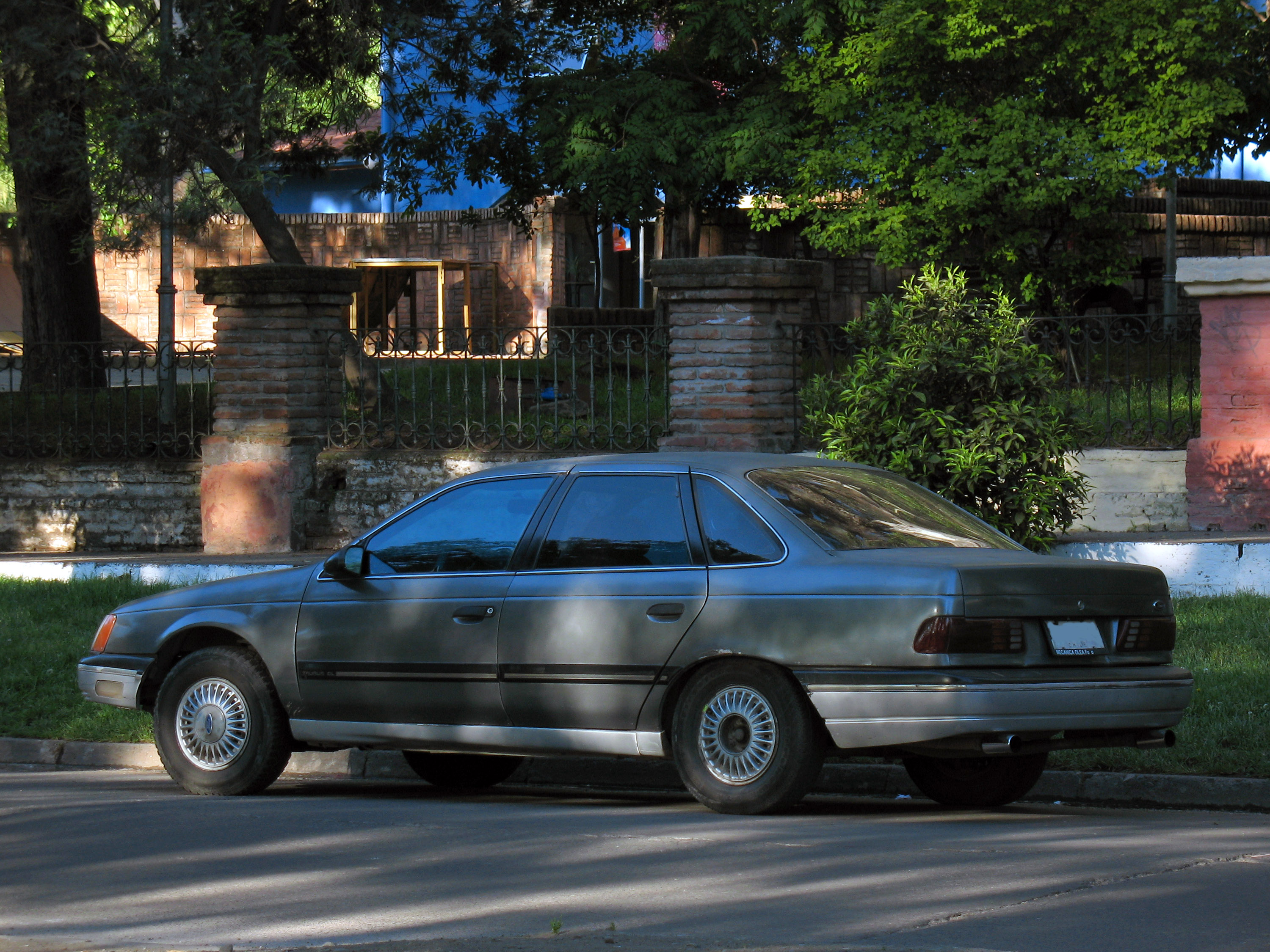
Ford Taurus de 1986-1989

El automóvil que definió este tamaño en los Estados Unidos fue el Rambler Six presentado en 1956, aunque en ese momento se llamaba automóvil "compacto". Mucho más pequeño que cualquier modelo americano contemporáneo de tamaño completo, se utilizó la denominación de compacto para distinguirlo de los automóviles pequeños importados (sobre todo de Europa) que se estaban introduciendo en el mercado.
A principios de la década de 1960, el coche pasó a llamarse Rambler Classic y, aunque conservaba sus dimensiones básicas, ahora competía con una serie de nuevos modelos "intermedios" de General Motors, Ford y Chrysler. El Ford Fairlane de 1962 fue visto por los consumidores como demasiado parecido al compacto Ford Falcon en tamaño y rendimiento, así como demasiado cerca de los modelos de tamaño completo como el Ford Galaxie en precio. Fue la introducción por parte de General Motors de los "compactos sénior" lo que hizo crecer el segmento de mercado de tamaño medio a medida que la gama de automóviles seguía aumentando de tamaño. Para 1965, estos modelos de tamaño mediano sobre la plataforma A de GM coincidían con el tamaño de los coches de tamaño completo de 1955.
Durante la década de 1970, la clase intermedia en los EE. UU. se definía generalmente como vehículos con distancias entre ejes entre 112 pulgadas (284 cm) y 118 pulgadas (300 cm). Una vez más, creció el tamaño de los automóviles, y en 1974 eran "casi tan grandes como los vehículos de tamaño completo de hace una década más o menos ... los más vendidos incluyen a los Ford Torino, Chevrolet Chevelle, AMC Matador, Plymouth Satellite ..." Los fabricantes nacionales comenzaron a cambiar la definición de "mediano" a medida que desarrollaron nuevos modelos para un mercado en evolución.
Un punto de inflexión se produjo a finales de la década de 1970, cuando el aumento del precio del petróleo y las regulaciones gubernamentales de ahorro de combustible hicieron que todas las clases de automóviles se redujeran y, en muchos casos, se volvieran menos nítidas. Los fabricantes de automóviles trasladaron las gamas de "tamaño completo" a plataformas más pequeñas, como el Ford LTD II y el Plymouth Fury. Una prueba comparativa realizada por Popular Science de cuatro sedanes intermedios (el AMC Matador de 1976, el Chevrolet Malibu, el Ford Torino y el Dodge Coronet) predijo que estos serían los "coches grandes del futuro". En 1978, General Motors presentó sus modelos intermedios de menor tamaño.

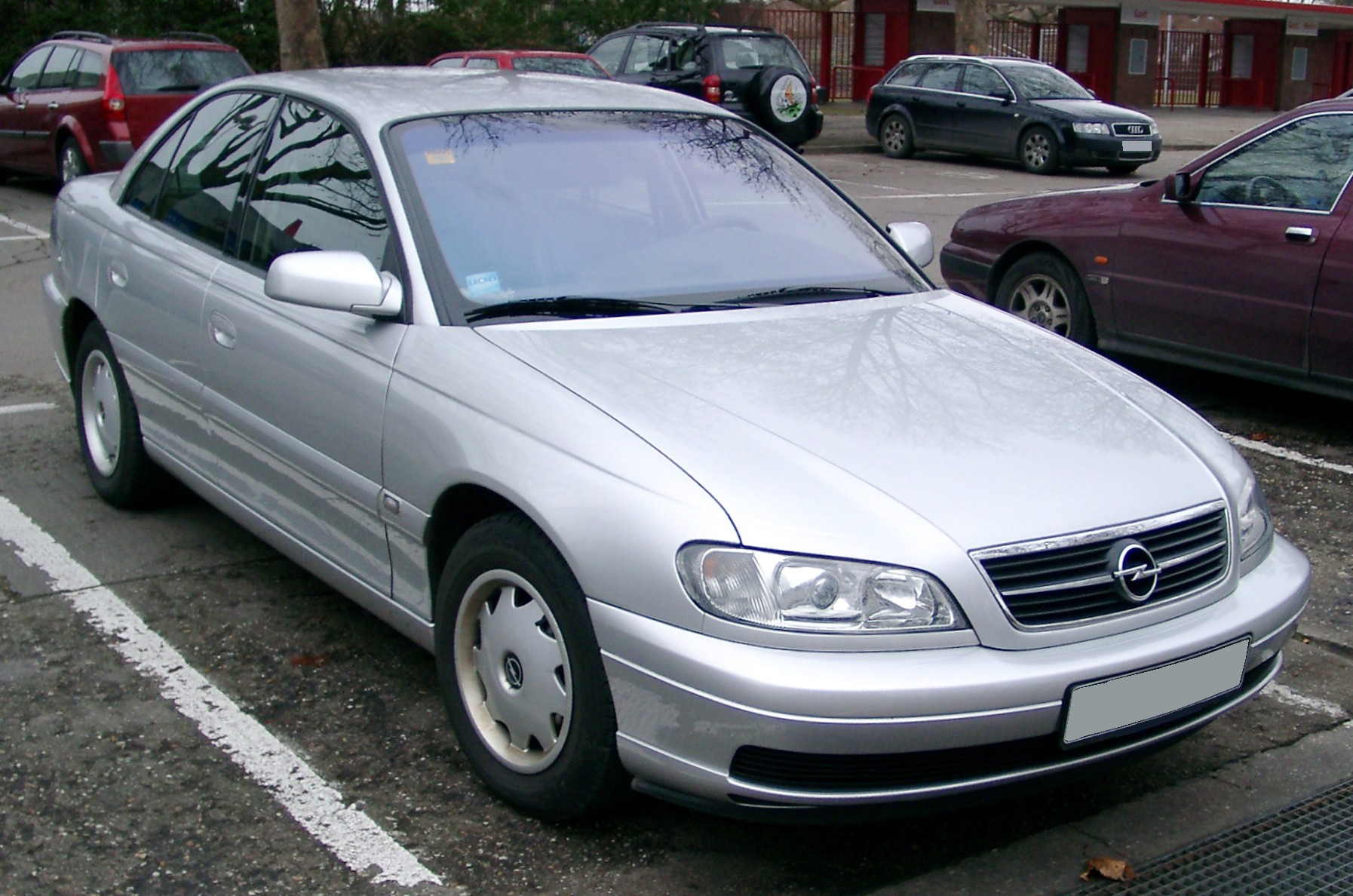
Vauxhall/Opel Omega (1994-1999): un automóvil ejecutivo británico/europeo, comercializado en los EE.UU. como un coche de tamaño mediano (Cadillac Cetera)

La EPA introdujo nuevas definiciones "oficiales" de tamaño en los Estados Unidos, que establecían los segmentos de mercado por el espacio para los pasajeros y la carga. Automóviles hasta entonces de tamaño mediano que se construían sobre la misma plataforma, como el sedán AMC Matador (con un volumen combinado de pasajeros y carga de 130 pies cúbicos (3681,18 L)), pasaron a ser considerados automóviles de "tamaño completo".
Entre los modelos que definieron el mercado de coches medianos en las décadas de 1980 y 1990 figuran los Chrysler K-Cars (Dodge Aries y Plymouth Reliant), el Ford Taurus y el Toyota Camry, que se convirtieron en la clase mediana de 1991. El Taurus y el Camry llegaron a definir el mercado de coches medianos durante décadas.
Los automóviles medianos se convirtieron en la categoría más popular en los Estados Unidos, con un 27,4 por ciento de las ventas durante el primer semestre de 2012, por delante de los crossovers con un 19 por ciento.

## Definición actual

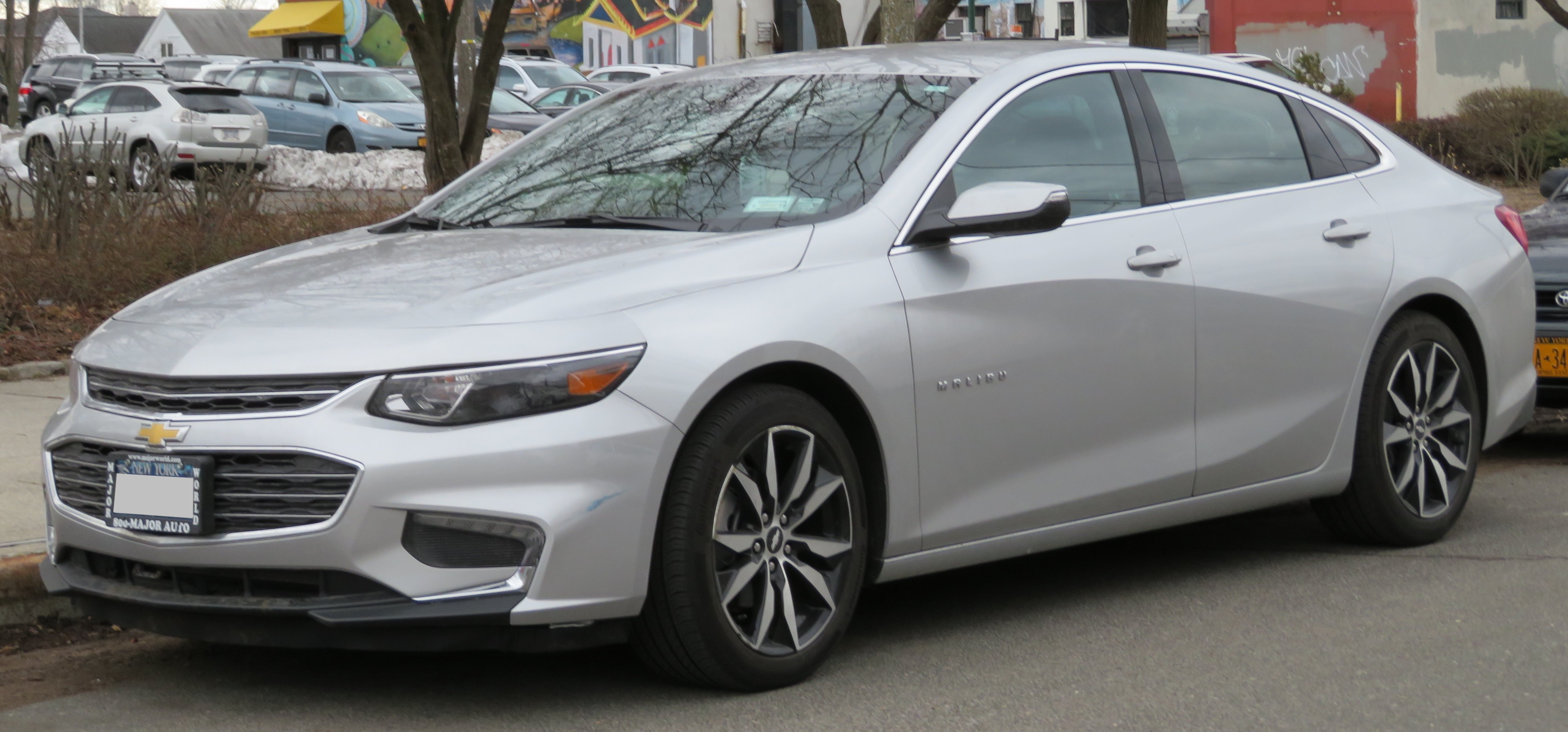
Chevrolet Malibu

La Agencia de Protección Ambiental de Estados Unidos (EPA), en sus "Regulaciones de ahorro de combustible para los modelos del año 1977 y posteriores" (con fecha de julio de 1996) incluye una serie de definiciones para las clases de automóviles. En función del volumen combinado de pasajeros y carga, los automóviles medianos son aquellos con un índice de volumen interior de 110-119 ft³ (3,1-3,4 m³).